# Weltmeisterschaften der Rhythmischen Sportgymnastik 2013
Die 32. Weltmeisterschaften der Rhythmischen Sportgymnastik fanden vom 28. August bis 1. September 2013 in Kiew, Ukraine statt.

## Ergebnisse

### Mehrkampf-Einzel
| Rang | Nation   | Athletin          |
| ---- | -------- | ----------------- |
| 1    | Russland | Jana Kudrjawzewa  |
| 2    | Ukraine  | Hanna Risatdinowa |
| 3    | Belarus  | Melizina Stanjuta |

### Gruppe-Mehrkampf
| Rang | Nation   | Athletin |
| ---- | -------- | --- |
| 1    | Belarus  | Jana Lukawets Aljaksandra Narkewitsch Maryja Kazjak Maryna Hantscharowa Hanna Dudsjankowa Waleryja Pischtschelina |
| 2    | Italien  | Camilla Patriarca Camilla Bini Chiara Ianni Andrea Stefanescu Marta Pagnini Valeria Schiavi                       |
| 3    | Russland | Jelena Romantschenko Anastassija Nasarenko Anastassija Maximowa Xenija Dudkina Olga Iljina Anastassija Blisnjuk   |

### Gruppe-Mehrkampf mit einem Gerät
| Rang | Nation  | Athletin                                                                                    |
| ---- | ------- | ------------------------------------------------------------------------------------------- |
| 1    | Spanien | Lourdes Mohedano Alejandro Quereda Elena Lopez Artemi Gavezou Castro Sandra Aguilar         |
| 2    | Italien | Camilla Patriarca Camilla Bini Chiara Ianni Andrea Stefanescu Marta Pagnini Valeria Schiavi |
| 3    | Ukraine | Walerija Hudym Jewhenija Homon Switlana Prokopowa Olena Dmytrasch Wiktorija Schynkarenko    |

### Gruppe-Mehrkampf mit zwei Geräten
| Rang | Nation   | Athletin                                                                                   |
| ---- | -------- | ------------------------------------------------------------------------------------------ |
| 1    | Russland | Anastassija Nasarenko Anastassija Maximowa Xenija Dudkina Olga Iljina Anastassija Blisnjuk |
| 2    | Belarus  | Jana Lukawets Aljaksandra Narkewitsch Maryja Kazjak Maryna Hantscharowa Hanna Dudsjankowa  |
| 3    | Spanien  | Lourdes Mohedano Alejandro Quereda Elena Lopez Artemi Gavezou Castro Sandra Aguilar        |

### Reifen
| Rang | Nation   | Athletin          |
| ---- | -------- | ----------------- |
| 1    | Ukraine  | Hanna Risatdinowa |
| 2    | Russland | Jana Kudrjawzewa  |
| 3    | Russland | Margarita Mamun   |

### Band
| Rang | Nation   | Athletin          |
| ---- | -------- | ----------------- |
| 1    | Russland | Jana Kudrjawzewa  |
| 2    | Ukraine  | Hanna Risatdinowa |
| 3    | Belarus  | Melizina Stanjuta |

### Ball
| Rang | Nation   | Athletin          |
| ---- | -------- | ----------------- |
| 1    | Russland | Margarita Mamun   |
| 2    | Russland | Jana Kudrjawzewa  |
| 3    | Belarus  | Melizina Stanjuta |

### Keulen
| Rang | Nation   | Athletin         |
| ---- | -------- | ---------------- |
| 1    | Russland | Margarita Mamun  |
| 2    | Russland | Jana Kudrjawzewa |
| 3    | Ukraine  | Alina Maksymenko |

### Medaillenspiegel
| Rang | Nation   | Gold | Silber | Bronze | Gesamt |
| ---- | -------- | ---- | ------ | ------ | ------ |
| 1    | Russland | 5    | 3      | 2      | 10     |
| 2    | Ukraine  | 1    | 2      | 2      | 5      |
| 3    | Belarus  | 1    | 1      | 3      | 5      |
| 4    | Spanien  | 1    | -      | 1      | 2      |
| 5    | Italien  | -    | 2      | -      | 2      |